# Haliophasma curri
Haliophasma curri är en kräftdjursart som beskrevs av Paul och Menzies 1971. Haliophasma curri ingår i släktet Haliophasma och familjen Anthuridae. Inga underarter finns listade i Catalogue of Life.